# Hans Ørberg

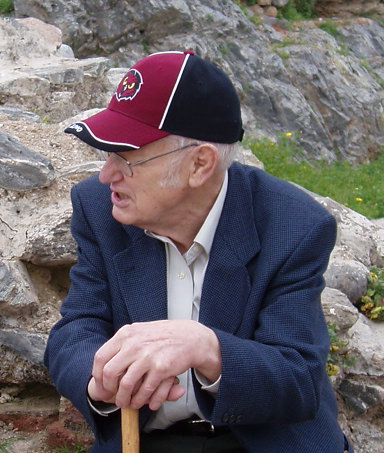
Hans H. Ørberg

Hans Henning Ørberg (21 de abril de 1920 – 17 de fevereiro de 2010) foi um linguista e professor dinamarquês. Foi mestre em inglês, francês e latim pela Universidade de Copenhaga. Dedicou-se durante grande parte de sua vida (1946 a 1952 e 1961 a 1989) para o ensino destas línguas em escolas na Dinamarca.

## Carreira
A partir de 1953 a 1961, trabalhou no Naturmetodens Sproginstitut, um instituto onde as línguas são ensinadas de acordo com o "método natural" de aprendizagem. Lá, ele criou um novo curso em latim: Lingua Latina secundum naturae rationem explicata publicado em 1955. Em 1990 ele modernizou o sistema e mudou o título para Lingua Latina, per se illustrata, que foi publicado, com pequenas adaptações. Em sua aposentadoria, dirigiu o Domus Latina editora e deu palestras na Europa e nos Estados Unidos sobre o método natural.
Lingua Latina, Per Se Illustrata de Ørberg é baseado no método do indução a partir do contexto. Esta abordagem não é supostamente "natural", nem "método de tradução". Neste método, o aluno, que não requer nenhum conhecimento latino anterior, começa com frases simples, como "Rōma in Italiā est" (Roma está/fica na Itália). As palavras são sempre introduzidas em um contexto que revela o significado por trás delas. A gramática vai ficando cada vez mais complexa, até que o aluno está lendo textos em latim sem adaptações. Incomum para um curso latino, a pronúncia e a compreensão, em vez de tradução, é enfatizado. Um dicionário não é necessário neste sistema, uma vez que os livros são compostos inteiramente em latim, que podem ser usados pelos falantes de qualquer língua. O curso consiste de duas partes: a Família Romana e Roma Aeterna , juntamente com uma série de textos clássicos como Júlio César Commentarii de Bello Gallico, (Comentário sobre as Guerras da Gália). Por meio de ilustrações e modificações, estes textos podem ser compreendidos através de contexto e por referência a palavras já aprendidas.
Capítulos consistem em uma leitura ilustrada e anotada, seguido por uma discussão concisa e formal sobre a gramática usa em todo o capítulo, bem como vários Pensa, ou exercícios, que exigem do estudante a aplicabilidade destes conceitos gramaticais. Estes exercícios pedem ao aluno para manipular a gramática das sentenças latinas ao invés de traduzir. Até mesmo as discussões gramaticais são inteiramente em latim, sendo terminologias gramaticais apresentadas quando necessário.